# Ban Kanot (Xaysetha)
Ban Kanot – wieś położona w południowo-wschodnim Laosie, w prowincji Attapu, w dystrykcie Xaysetha.